# Salim Aribi
Salim Aribi (ur. 16 grudnia 1974 w Batinie) – algierski piłkarz grający na pozycji obrońcy.

## Kariera klubowa
Aribi pochodzi z miasta Batina. Karierę piłkarską rozpoczął w tamtejszym klubie CA Batna. W 1993 roku zadebiutował w jego barwach w pierwszej lidze algierskiej. Do 2002 roku był podstawowym zawodnikiem tego zespołu i wtedy też odszedł do USM Algier. W swoim pierwszym sezonie spędzonym w stołecznym klubie wywalczył zarówno mistrzostwo, jak i Puchar Algierii. W 2004 roku został wicemistrzem kraju i zdobywcą pucharu, a w 2005 - mistrzem. Latem 2007 odszedł z USM Algier i wrócił do CA Batna. W 2010 zakończył karierę.

## Kariera reprezentacyjna
W reprezentacji Algierii Aribi zadebiutował 14 maja 2002 roku w zremisowanym 0:0 towarzyskim spotkaniu z Belgią. W 2004 roku został powołany do kadry na Puchar Narodów Afryki 2004. Był na nim podstawowym zawodnikiem i rozegrał 4 spotkania: z Kamerunem (1:1), z Egiptem (2:1), z Zimbabwe (1:2) i ćwierćfinale z Marokiem (1:3). Od 2002 do 2004 roku rozegrał w kadrze narodowej 16 spotkań.